# Rhinerrhiza
Rhinerrhiza là một chi thực vật có hoa trong họ, Orchidaceae.